# HD24368
HD24368 — хімічно пекулярна зоря спектрального класу A0, що має видиму зоряну величину в смузі V приблизно  6,4.
Вона знаходиться у сузір'ї Стожар й розташована на відстані близько 478,2 світлових років від Сонця.

## Фізичні характеристики
Зоря HD24368 обертається порівняно повільно навколо своєї осі. Проєкція її екваторіальної швидкості на промінь зору становить Vsin(i)= 10км/сек. Це лише приблизна оцінка її швидкості обертання.